# Battleford
Battleford is een plaats (town) in de Canadese provincie Saskatchewan en telt 3685 inwoners (2006). Ten noorden van Battleford ligt North Battleford.

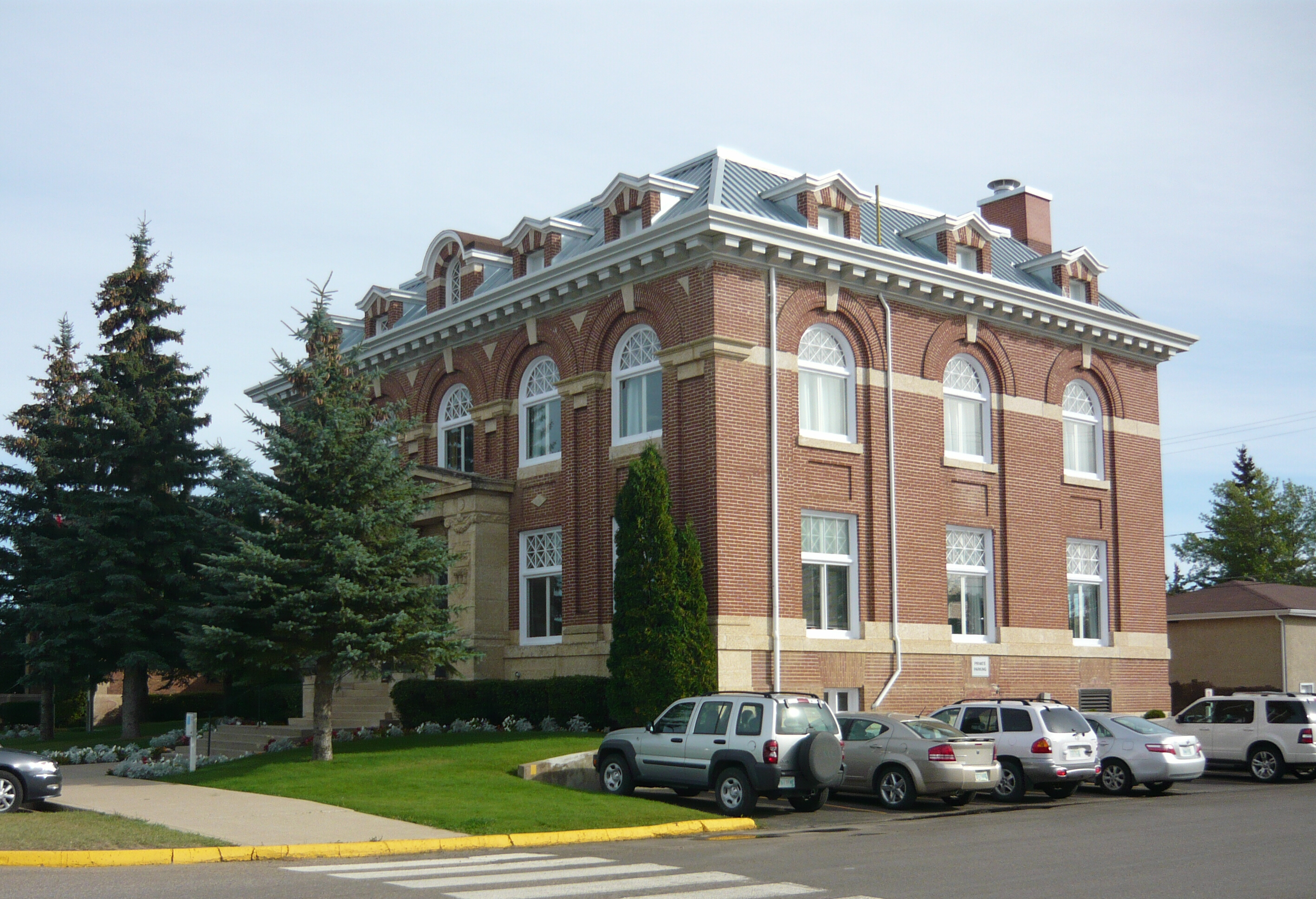
Gerechtsgebouw
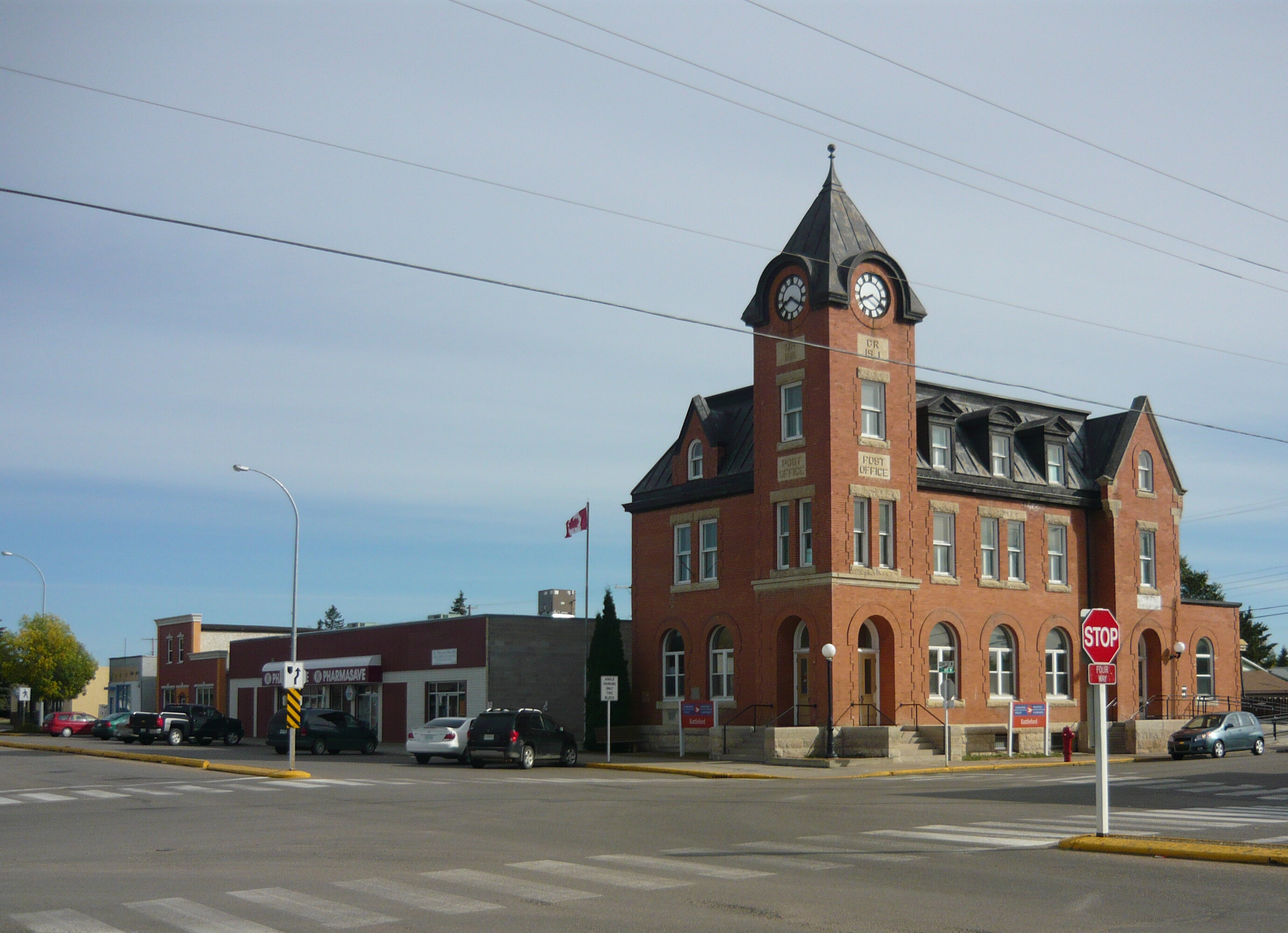
Postkantoor